# محكمة نيوهامبشير العامة
محكمة نيوهامبشير العامة (بالإنجليزية: New Hampshire General Court)‏ هي الهيئة التشريعية لنيوهامبشير، تتكون من المجلس الأعلى مجلس شيوخ نيوهامبشير
الذي يضم 24 مقعداً، والمجلس الأدنى مجلس نواب نيوهامبشير الذي يضم 400 مقعداً.